# Eva Chamberlain
Eva Maria Chamberlain (rozená von Bülow; 17. února 1867 – 26. května 1942) byla dcera Richarda Wagnera a jeho pozdější manželky Cosimy Wagner. Byla manželkou Houstona Stewarta Chamberlaina. Když se narodila, její matka byla ještě stále provdána za Hanse von Bülowa a právě z toho důvodu bylo von Bülow jejím rodným příjmením. Přes svou matku byla také vnučkou Franze Liszta. Stejně jako její sourozenci Isolde a Siegfried byla Eva vychovávána domácím učitelem.
V roce 1906 se Eva starala o svou nemocnou matku ve vile Wahnfried v Bayreuthu. Mohla také přebírat svou vlastní poštu a jako jediný člen rodiny měla povoleno chodit do rodinného archivu. Eva později uvedla, že matčiným přáním bylo, aby právě ona mohla mít v rukách deníky členů rodiny. V roce 1908 se provdala za Houstona Stewarta Chamberlaina. Bydleli hned naproti vile Wahnfried, kde se dnes nachází muzeum Jean Paula.
Ve 20. a 30. letech minulého století se ona a její nevlastní sestra Daniela zasadily o to, aby žádná ze skladeb Richarda Wagnera nebyla modernizována. V roce 1933 získala čestné občanství města Bayreuthu. Byla také nositelkou Zlatého stranického odznaku, který jí vydala nacistická strana. Když v roce 1942 zemřela Eva na rakovinu, NSDAP jí uspořádalo stranický pohřeb, na kterém Adolf Wagner pronesl velebení.

## Galerie

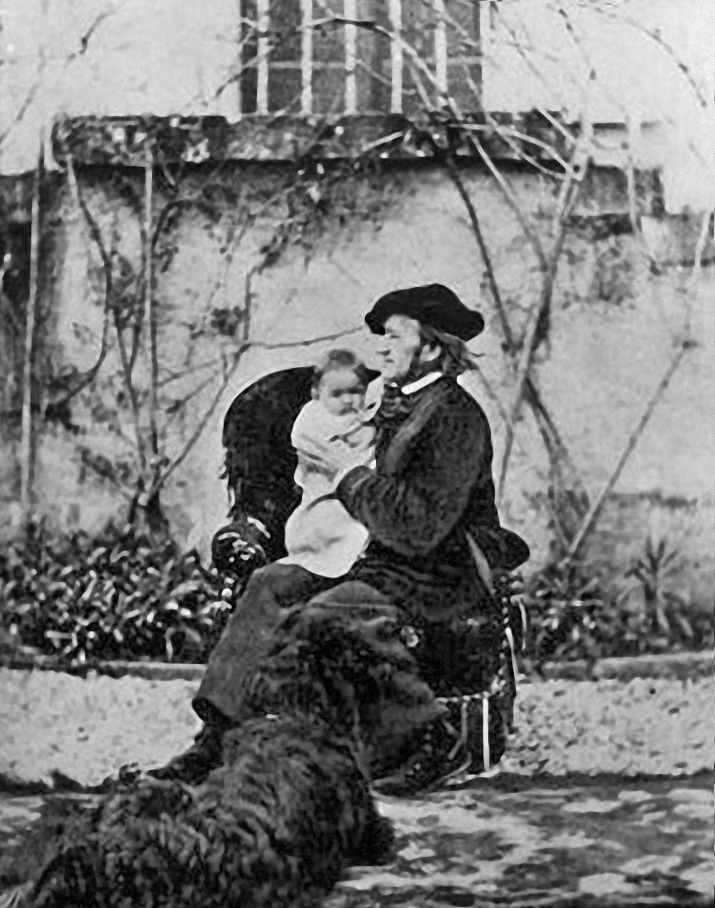
Eva se svým otcem Richardem Wagnerem v roce 1867
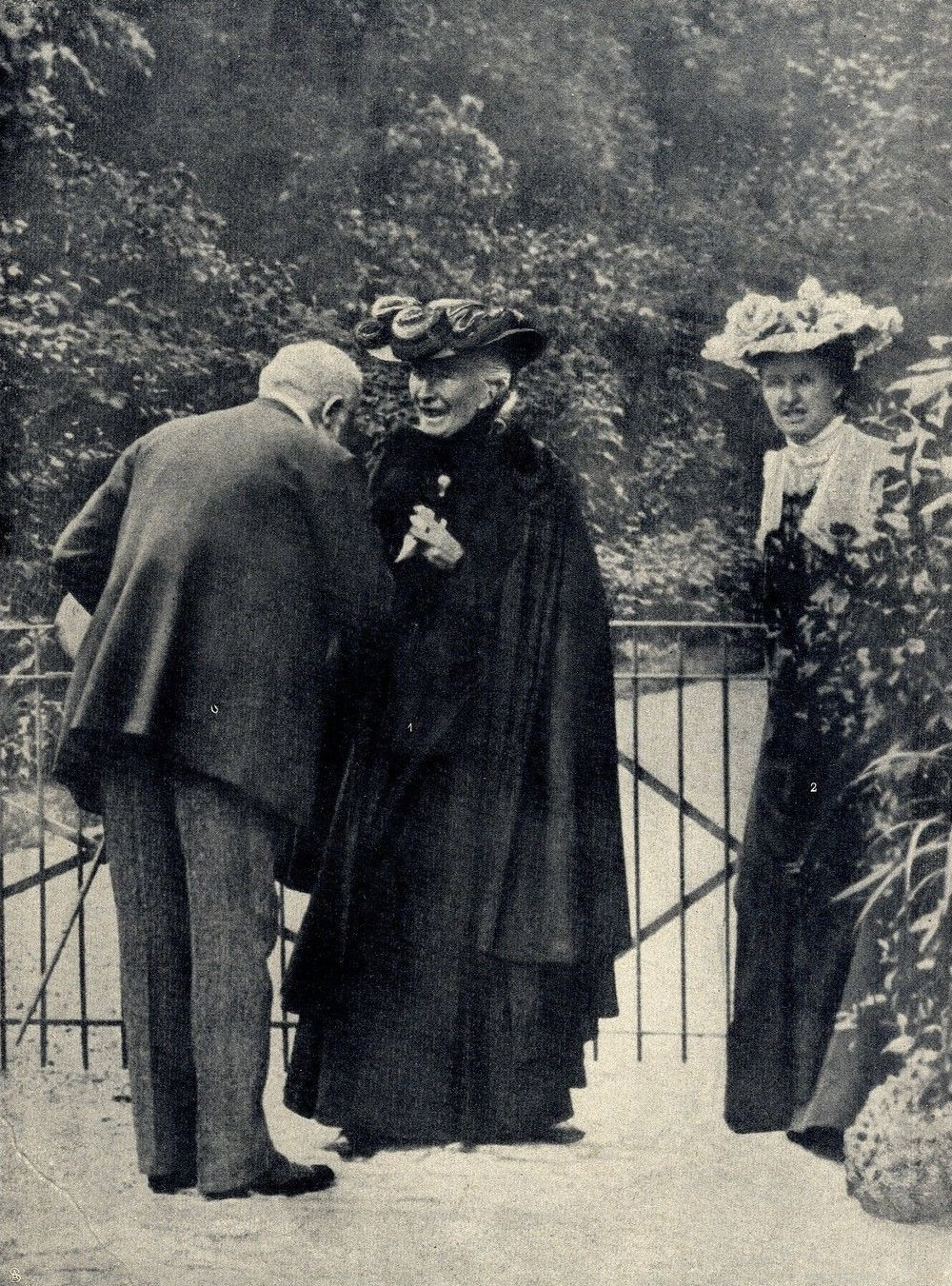
Eva se svou matkou Cosimou v roce 1906